# Ozark (sèrie de televisió)
Ozark és una sèrie de televisió estatunidenca de drama criminal creada per Bill Dubuque i Mark Williams per a Netflix. És protagonitzada per Jason Bateman i Laura Linney en el paper d'un matrimoni que es veu forçat a traslladar-se als llacs d'Ozark després d'una operació fallida d'emblanquiment de diners. La primera temporada, de deu episodis, es va estrenar el 21 de juliol del 2017, i fins ara se n'han emès tres temporades.
Ozark ha estat ben rebuda per la crítica, i se n'ha valorat especialment el to, la direcció i les interpretacions. Ha rebut 14 nominacions als Premis Primetime Emmy, Bateman guanyà el guardó de millor direcció en una sèrie dramàtica, i Julia Garner el de millor actriu secundària en una sèrie dramàtica, el 2019.

## Argument
L'assessor financer Martin "Marty" Byrde fa traslladar la seva família de Chicago a Osage Beach (Missouri). Després que no li surti bé una operació d'emblanquiment de diners per a un càrtel de la droga mexicà, es veu obligat a muntar una operació encara més gran al llac d'Ozark. Quan els Byrde arriben a Missouri, s'enxarxen amb delinqüents locals com els Langmore i els Snell.

## Repartiment
- Jason Bateman com a Martin "Marty" Byrde, marit de la Wendy i pare de la Charlotte i en Jonah.[4]
- Laura Linney com a Wendy Byrde, esposa d'en Marty i mare de la Charlotte i en Jonah.
- Sofia Hublitz com a Charlotte Byrde, filla adolescent d'en Marty i la Wendy.[4]
- Skylar Gaertner com a Jonah Byrde, fill adolescent d'en Marty i la Wendy.
- Julia Garner com a Ruth Langmore, una jove que forma part d'una família de delinqüents locals.[5]
- Jordana Spiro com a Rachel Garrison, propietària de l'hotel Blue Cat hotel i sòcia d'en Marty (temporades 1–2).
- Jason Butler Harner com a Roy Petty, agent de l'FBI que investiga en Marty (temporades 1–2).
- Esai Morales com a Camino "Del" Del Rio (temporada 1).
- Peter Mullan com a Jacob Snell (temporades 1–2)
- Lisa Emery com a Darlene Snell
- Charlie Tahan com a Wyatt Langmore
- Janet McTeer com a Helen Pierce (temporades 2–3)
- Tom Pelphrey com a Ben Davis (temporada 3)
- Jessica Frances Dukes com a Maya Miller (temporada 3)